# Muzeum Historyczne w Bielsku-Białej – Zamek książąt Sułkowskich
Zamek książąt Sułkowskich – najstarsza i największa zabytkowa budowla Bielska-Białej, położona we wschodniej części Starego Miasta.
Został wzniesiony w XIV wieku staraniem księcia cieszyńskiego Przemysława I Noszaka i przez kolejne stulecia służył jako jedna z siedzib Piastów cieszyńskich. Jest typem zamku miejskiego od początku włączonego w system fortyfikacji Bielska i będącego zarazem najsilniejszym elementem jego obwarowań. Pełnił także rolę śląskiej warowni granicznej, strzegąc wschodniej granicy Księstwa Cieszyńskiego na rzece Białej – oddzielającej Śląsk od Małopolski.
Od końca XVI wieku rola obronna zamku malała i przekształcał się on coraz bardziej w rezydencję szlachecką, stanowiąc od 1572 centrum administracyjno-gospodarcze państwa bielskiego (od 1752 Księstwo Bielskie) oraz siedzibę jego właścicieli. Na skutek licznych przebudów zatarte zostały jego dawne cechy stylowe. Ostatnia z nich miała miejsce w latach 1855–1864 (wtedy powstała m.in. eklektyczna fasada zwrócona ku pl. Bolesława Chrobrego). Od 1945 był siedzibą Muzeum w Bielsku-Białej (d. Muzeum Okręgowe), wcześniej przez ponad 200 lat był własnością rodu Sułkowskich.
Ekspozycja muzeum obejmuje: XIX-wieczną reprezentacyjną klatkę schodową, salę militariów i sztuki myśliwskiej, wystawę sztuki polskiej i europejskiej od XIV do XVII wieku, Salon Muzyczny, Salon biedermeierowski, galerię malarstwa polskiego i europejskiego od XIX do XX wieku, galerię współczesnej sztuki regionu, wystawę prezentującą dzieje zamku, Bielska, Białej i okolic, wystawę etnograficzną, wystawę grafiki przełomu XIX i XX wieku, wystawę malarstwa portretowego od 1800 do lat trzydziestych XX wieku, wnętrza z prezentacją pamiątek po rodzinie Sułkowskich i Salę z Rycerzem – Lapidarium.

## Historia zamku

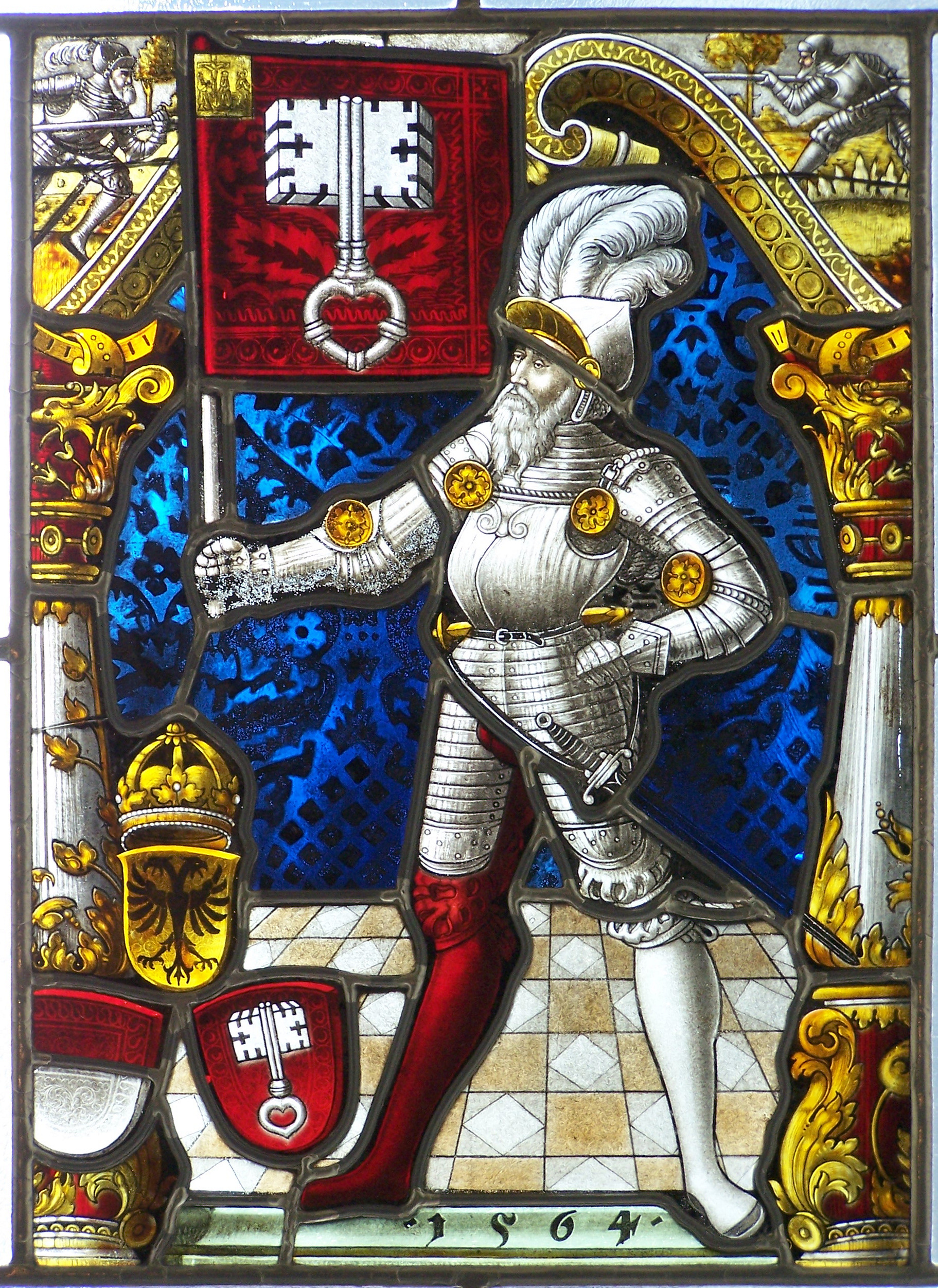
Zabytkowy witraż z symboliką heraldyczną

W miejscu wznoszącego się w centrum dzisiejszego Bielska-Białej zamku miał według legendy znajdować się niegdyś gródek rozbójników napadających na podróżujących kupców. Książę opolski Kazimierz wytępił zbójców i zdobył ową fortalicję, by w jej miejscu wystawić zameczek myśliwski z czasem rozbudowany do postaci okazałego zamku, przy którym rozwinęło się miasto Bielsko.
Najstarsze części zamku pochodzą z XIV wieku, przez następne stulecia był stopniowo rozbudowywany i przekształcany. Jest typem zamku miejskiego od początku włączonego w system fortyfikacji Bielska i będącego zarazem najsilniejszym elementem jego obwarowań. Przez stulecia pełnił rolę śląskiej warowni granicznej, najpierw strzegąc granicy księstw dzielnicowych cieszyńskiego i oświęcimskiego, od połowy XV wieku granicy państwowej czesko-polskiej. Od końca XVI wieku rola obronna zamku malała i przekształcał się on coraz bardziej w rezydencję szlachecką. Współczesny wygląd budowli pochodzi z czasów ostatniej wielkiej przebudowy z drugiej połowy XIX wieku, która zatarła całkowicie jej dawne cechy stylowe. W latach 1899–1973, w miejscu widocznego obecnie od strony wschodniej ceglanego muru oporowego, stał ciąg tzw. Bazarów Zamkowych, tworzących podbudowę architektoniczną dla bryły zamku. Bazary wyburzono w związku z poszerzaniem ulicy Zamkowej.
Zamek wzniesiony przez władających Księstwem Cieszyńskim Piastów przez ponad dwa stulecia służył jako jedna z ich siedzib. Od 1572 był centrum administracyjno-gospodarczym samodzielnego bielskiego państwa stanowego, którym władali przedstawiciele szlacheckich rodzin Promnitzów, Schaffgotschów, Sunneghów, Solmsów i Haugwitzów. W 1752 państwo to podniesione zostało do rzędu księstw i przeszło w posiadanie Aleksandra Józefa Sułkowskiego. Księstwo bielskie istniało do 1849, kiedy to podczas wprowadzania w Austrii nowoczesnego podziału administracyjnego, likwidującego stare struktury feudalne, jego tereny weszły w skład bielskiego starostwa powiatowego. Sam zamek oraz liczne dobra w mieście pozostawały w posiadaniu Sułkowskich do 1945. Po II wojnie światowej zamek przejęty został przez państwo polskie i służył jako siedziba licznych instytucji kulturalnych. Od 1983 jego jedynym użytkownikiem było państwowe Muzeum w Bielsku-Białej.
Najstarszy opis zamku zawarty w urbarzu państwa bielskiego z 1571:
Po pierwsze jest zamek w mieście Bielsku położony, dobrze wymurowany, w nim 15 pokojów oraz izb, też 22 starannie utrzymane sklepione pomieszczenia, duże i małe, wraz z nowo wzniesionym murowanym budynkiem browaru i słodowni, który poza obrębem zamku, lecz tuż obok jest ulokowany, do tego przynależne stajnie, duży spichlerz, pralnia oraz izby kąpielowe, obok których woda przepływa. Dalej przy zamku tym jest sad duży z urodzajnymi owocowymi drzewami, w nim również wszelakie zioła w razie potrzeby uprawiane być mogą, obok także łąka, i jest też przy nich nowo założony ogród chmielowy, w nim około poczwórnego małdra chmielu rok w rok rosnąć może. Są też w dwóch miejscach dobre stawy do zamku należące, gdzie wody nie zbraknie, w których ryby zimową porą trzymać można.

## Historia muzeum
Instytucja, mająca główną siedzibę w historycznym zamku, kontynuuje tradycje muzealne zapoczątkowane w pierwszych latach XX wieku, kiedy to władze samorządowe śląskiego Bielska i galicyjskiej Białej powołały do życia dwa odrębne muzea. Starszym było Muzeum Miejskie w Białej utworzone z inicjatywy profesora gimnazjum bielskiego Erwina Hanslika uchwałą Rady Miejskiej z 19 grudnia 1902. W tym samym czasie na forum Rady Miejskiej sąsiedniego Bielska z podobną inicjatywą wystąpił tamtejszy pastor ewangelicki dr Artur Schmidt. Na jego wniosek w następnych miesiącach zorganizowano w 1903 w Bielsku, Białej i okolicy wielką akcję zbierania pamiątek o wartości muzealnej. Jej rezultat pokazano w czerwcu 1903 w bielskiej Strzelnicy (obecnie Bielskie Centrum Kultury) jako wystawę miejscowych starożytności. W kilka miesięcy później bielska Rada Miejska powołała do życia Muzeum Miejskie w Bielsku. Upłynęło jednak nieco czasu, nim oba muzea udostępniono dla zwiedzających.
Muzeum w Białej otwarto 3 grudnia 1904. Zajmowało ono cztery lokale w południowym skrzydle pierwszego piętra Ratusza, sąsiadując z pokojami Towarzystwa Obywatelskiego. Funkcjonowało tutaj do 1920, kiedy to jego działalność zawieszono, eksponaty zmagazynowano w jednym pomieszczeniu, a lokal przeznaczono do innych celów. Muzeum otwarto ponownie dopiero w 1932, tym razem w suterenach budowli, gdzie działało do wybuchu II wojny światowej, kiedy zostało zamknięte. Długoletnimi jego opiekunami byli dyrektor katolickiej szkoły ludowej Franciszek Farny i emerytowany naczelnik Komunalnej Kasy Oszczędności Wilhelm Kroczek.

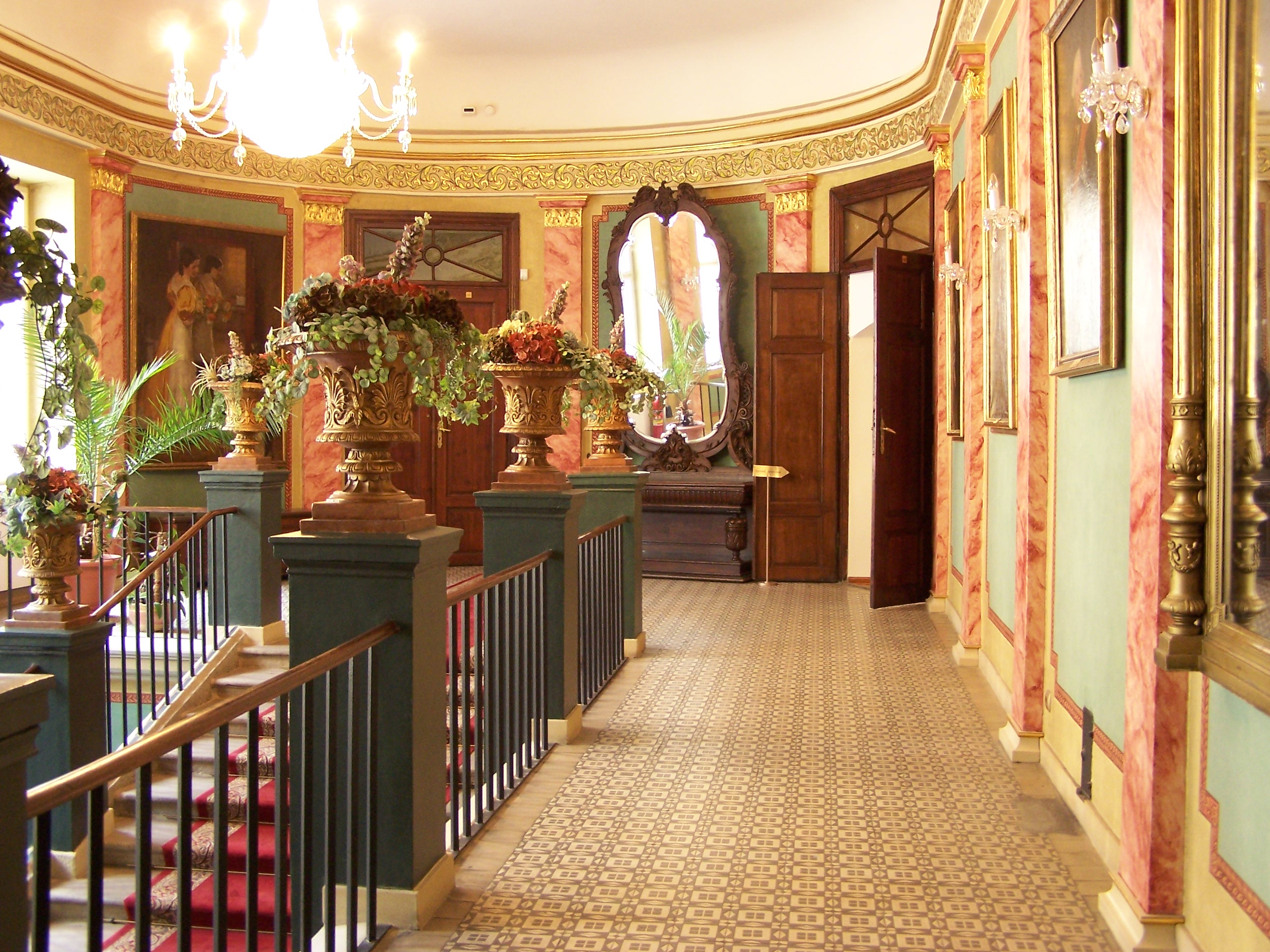
Wejściowa reprezentacyjna klatka schodowa

Muzeum w Bielsku otwarto dla publiczności 25 lutego 1906 w budynku tzw. Starego Ratusza przy Rynku 9, gdzie funkcjonowało bez przerwy aż do 1941. Dzięki staraniom jego kustosza, mistrza kominiarskiego Edwarda Schnacka, w okresie między I i II wojną światową ekspozycję znacznie rozbudowano. Od 1931 zajmowała osiem sal na drugim piętrze budowli i jedno niewielkie pomieszczenie na piętrze trzecim, pewna część eksponatów zdobiła też korytarz i klatkę schodową. Było to wówczas jedno z większych muzeów typu regionalnego w Polsce, trzecie na Śląsku po placówkach działających w Katowicach i Cieszynie.
W 1941 hitlerowskie władze okupacyjne połączyły obydwa muzea miejskie w tzw. Heimatmuseum, które zostało ulokowane w Białej, w dawnym domu cechowym przy placu Wolności 7. Dotrwało ono tutaj do końca II wojny światowej.
W 1945 zadecydowano o reaktywowaniu działalności muzeum. Tworzeniem placówki ulokowanej w Zamku książąt Sułkowskich zajął się Stanisław Oczko kierujący nią do 1980. Muzeum Miejskie w Bielsku otwarto dla publiczności 14 lutego 1947, jednak już w 1950 upaństwowiono je i podporządkowano Muzeum Górnośląskiemu w Bytomiu. Pełną samodzielność placówka odzyskała w 1963, a po utworzeniu województwa bielskiego w 1975 została przeobrażona w Muzeum Okręgowe w Bielsku-Białej. Od lat siedemdziesiątych XX wieku przybywały oddziały terenowe: Willa Juliana Fałata (obecnie Fałatówka) (1971), Muzeum Techniki Włókienniczej (później Muzeum Techniki i Włókiennictwa, a obecnie Stara Fabryka) (1979), Muzeum Emila Zegadłowicza (1980–1993), Muzeum w Kętach (1981–2000) oraz Dom Tkacza (1992). Od początku 2001 muzeum nosiło nazwę Muzeum w Bielsku-Białej, a od roku 2013 jest to Muzeum Historyczne w Bielsku-Białej.

## Ekspozycja stała

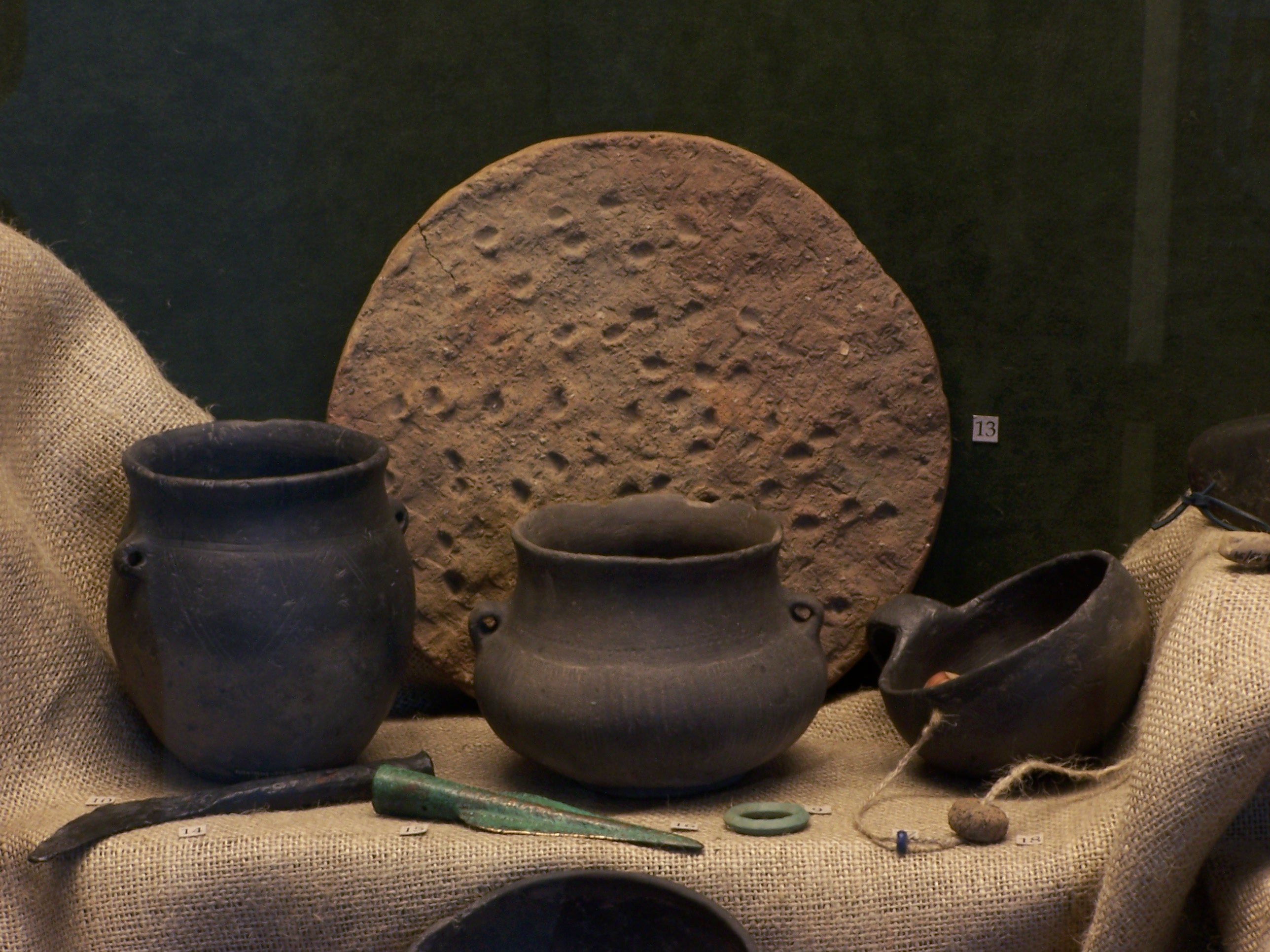
Wystawa archeologiczna

### Dzieje Archeologiczno-Historyczne Podbeskidzia
Pomieszczenia skrzydła południowego mieszczą wystawę Z dziejów miasta i zamku, stanowiącą próbę przedstawienia historii Bielska-Białej od czasów najdawniejszych po wiek XIX. Ilustrują ją eksponaty archeologiczne i historyczne ze zbiorów bielskiego Muzeum oraz depozyty z innych placówek.
Część archeologiczna ekspozycji stałej poświęcona jest najstarszym dziejom Bielska-Białej i okolic. Tworzą ją zabytki związane z najważniejszymi etapami kształtowania osadnictwa na tym terenie: okresem prehistorii, wczesnośredniowiecznymi dziejami grodziska w Starym Bielsku, problematyką początków średniowiecznego miasta oraz bielskiego zamku.
Z pamiątek prehistorycznych na szczególną uwagę zasługują neolityczne topory i siekiery kamienne, naczynia gliniane kultury łużyckiej, przykłady broni, części stroju i monet z okresu wpływów rzymskich. Zabytki z grodziska w Starym Bielsku reprezentują naczynia gliniane oraz przedmioty żelazne pozyskane w trakcie badań archeologicznych prowadzonych na jego terenie przed wojną oraz w latach siedemdziesiątych ubiegłego stulecia. Do najciekawszych, związanych z początkami średniowiecznego miasta i zamku w Bielsku, należy zaliczyć przykłady najstarszych fragmentów naczyń glinianych poprzedzających lokację miasta, kafle piecowe, broń i monety odkryte podczas prac wykopaliskowych prowadzonych w tym rejonie. Ekspozycję uzupełnia poglądowy materiał ilustracyjny, w tym trzy makiety przedstawiające sytuację średniowiecznego miasta i wsi Bielsko oraz rekonstrukcję bielskiego zamku w okresie gotyku i renesansu.
Część historyczna wystawy prezentuje najstarsze pamiątki z XVI–XIX wieku. Dotyczą one spraw cechowych. Są to m.in. dokumenty pergaminowe: „Zatwierdzenie statutu krawców w Bielsku przez burmistrza i rajców miasta Bielska” z 4 listopada 1562, „Przywilej Stefana Sunegha dla cechu piekarzy w Bielsku” z 29 listopada 1600, „Zatwierdzenie przywilejów cechu sukienników w Bielsku przez Jana Sunegha” z 1626, „Zatwierdzenie statutu cechu postrzygaczy sukna i szlifierzy w Bielsku przez cesarzową Marię Teresę” z 1784 oraz przywilej królewski dla cechu szewców w Białej nadany przez króla Stanisława Augusta Poniatowskiego w 1766 z dużą pieczęcią królewską. Na uwagę zasługują Księga cechu szewców i siodlarzy w Bielsku z lat 1599–1871 oraz Księga cechu szewców w Białej, ujmująca sprawy przyjęć i wyzwoleń od 1856 do 1871. Kwestie cechowe uzupełniają szpontony młodszego mistrza cechowego (XVIII wiek), godło cechu szewców – but z cholewą (początek XIX wieku) oraz lady cechowe postrzygaczy, wilkomy, zawieszenia cechowe i emblematy, a także świadectwa nauki w zawodzie szewca, dekarza czy cukiernika.
Do ciekawych eksponatów należą pergaminowe przywileje królewskie dla ewangelików z Białej: króla Augusta II Mocnego z 1730 i króla Stanisława Augusta Poniatowskiego z 1766 oraz dokument dotyczący deklaracji na rzecz wiary ewangelickiej córki Jonka Dzidy z Państwa Bielskiego z roku 1782. Prezentowana jest również światłokopia dokumentu nadania praw miejskich miastu Białej w 1723 przez króla Augusta II Mocnego. Księstwo Cieszyńskie (Bielsko należało do niego do 1572) ilustrują kolekcja monet z XV–XVII wieku (bitych w mennicach w Cieszynie i Skoczowie) oraz mapa Księstwa Cieszyńskiego – miedzioryt ręcznie kolorowany, wydany w Norymberdze w 1736.
Można także zobaczyć materiał kartograficzny w postaci dwóch klocków atlasowych zawierających 175 map i planów od XVI do XVIII wieku znanych kartografów (m.in. Abrahama Orteliusa, Wilhelma Blaue, Johanna Homanna, Mateusza Seuttera, a także polskiego kartografa, Wacława Grodzieckiego). W skład wystawy wchodzą także samoistne dokumenty magistrackie oraz świadectwa szkolne wydane przez ewangelickie i katolickie szkoły w Bielsku i Białej z XIX wieku, a także inne interesujące obiekty dotyczące dziejów miasta.

### Wystawa Sztuki Polskiej i Europejskiej XIV−XVII Wieku
Ekspozycja otwarta 7 kwietnia 2006 została wzbogacona o przykłady średniowiecznej i renesansowej rzeźby, malarstwa tablicowego, XVI-wiecznych witraży o tematyce sakralnej i świeckiej oraz XVII-wiecznego niderlandzkiego, francuskiego, włoskiego i polskiego malarstwa oraz rzemiosła.
Do najstarszych, XIV-wiecznych eksponatów należy figura Matki Boskiej z Dzieciątkiem i ptaszkiem. Wśród prezentowanych rzeźb jest figura Marii z grupy rzeźbiarskiej Św. Anna Samotrzeć, pochodzącą z XV wieku oraz na Madonna płaszczowa powstała na początku następnego stulecia oraz tryptyk Fides Cordia, dzieło antwerpskiego warsztatu z XVI wieku. Wśród obrazów malowanych na desce można zobaczyć Portret mnicha powstały w niemieckiej gildii malarskiej na początku XVI wieku oraz XV-wieczną scenę zatytułowaną Św. Anna Samotrzeć. Malarstwo tablicowe reprezentuje zwieńczenie tryptyku z Łękawicy z postacią Archanioła Michała przypisywane krakowskiemu warsztatowi Marcina Czarnego, datowane na lata 1510–1530. Z kręgu XVI-wiecznej sztuki włoskiej pochodzi marmurowa płaskorzeźba Ofiarowanie w świątyni oraz portret weneckiego doży.
W kolejnej sali, obok witraży pochodzących z 1564, wyeksponowane zostały przykłady europejskiego malarstwa XVII stulecia, holenderskie sceny rodzajowe, portrety zbiorowe i indywidualne, wśród których na uwagę zasługuje Portret mężczyzny z 1659 autorstwa Fransa De Nys’a oraz Diana i Kalisto Fransa Woutersa z około 1650.

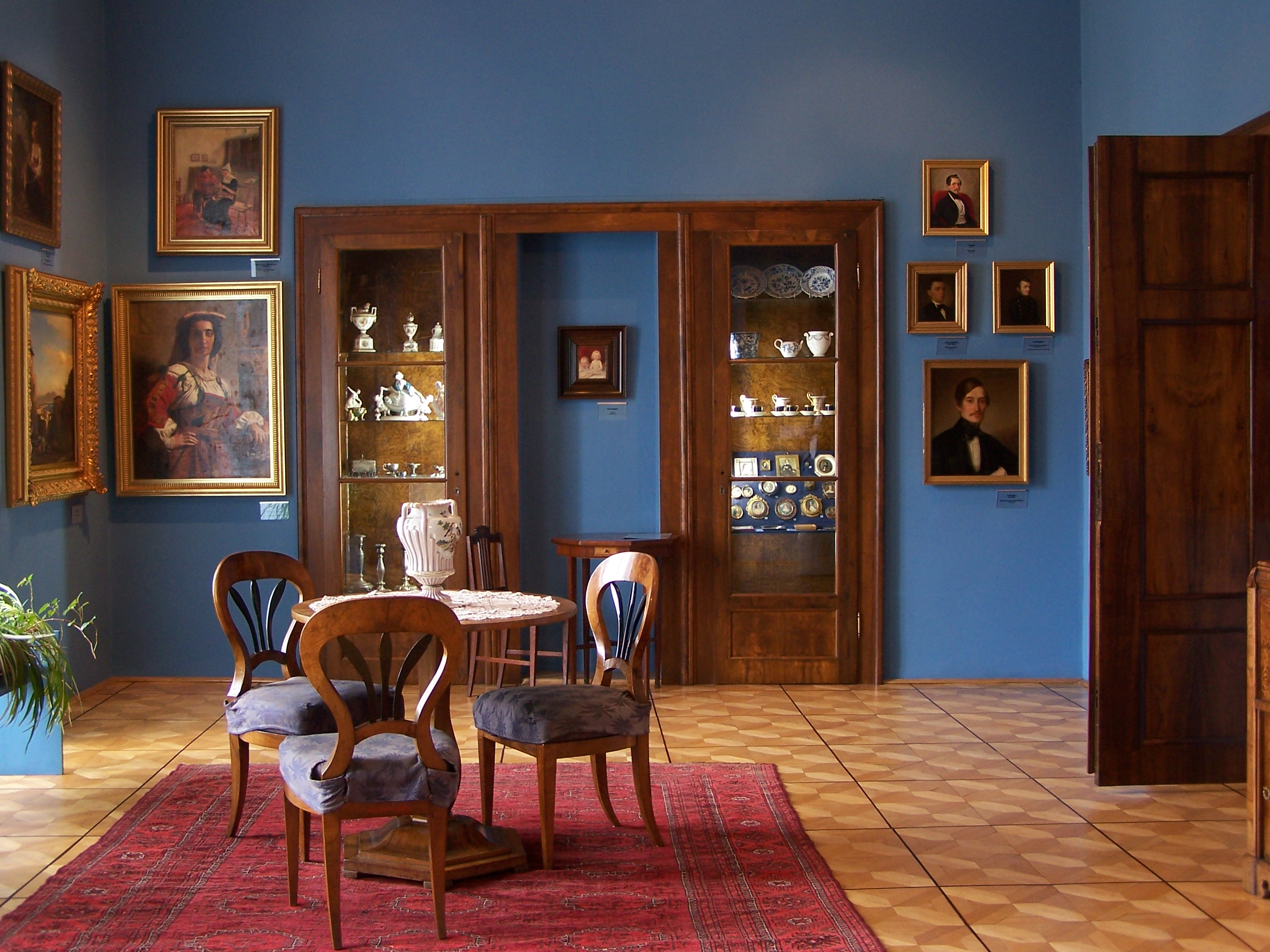
Sala Niebieska z galerią sztuki

Malarstwo włoskie reprezentuje Pokłon pasterzy powstały w drugiej ćwierci XVII wieku w pracowni genueńskiego malarza Gioacchino Assereto oraz obraz zatytułowany W pałacu doży z 1622. Dwie wersje komediantów namalował francuski artysta Jacques Callot, a polski malarz Teodor Bogdan Lubieniecki Małego Bachusa z martwą naturą. Dopełnieniem malarstwa są wyroby rzemiosła artystycznego. Do ciekawych mebli należy późnorenesansowa szafa niderlandzka datowana na lata 1600–1625 i czarna dębowa skrzynia z 1698. Z XVI-wiecznego Gdańska pochodzi mosiężna misa przedstawiająca Adama i Ewę w raju. Wśród wyrobów rzemiosła artystycznego znajdują się jeszcze: mosiężny dzban z 1698, brązowy moździerz z 1665, puchar z orzecha kokosowego z 1636, granitowy zegar słoneczny oraz cynowe talerze, dzbanki i kufle, m.in. konewkę powstałe w 1616 roku w szwajcarskim warsztacie Christoffela Hempela I w Chur, talerz – wyrób konwisarski Hieronimusa Ledermayera z austriackiego Wels oraz niderlandzki półmisek z końca XVII wieku.

### Malarstwo Europejskie i Polskie XIX i XX Wieku

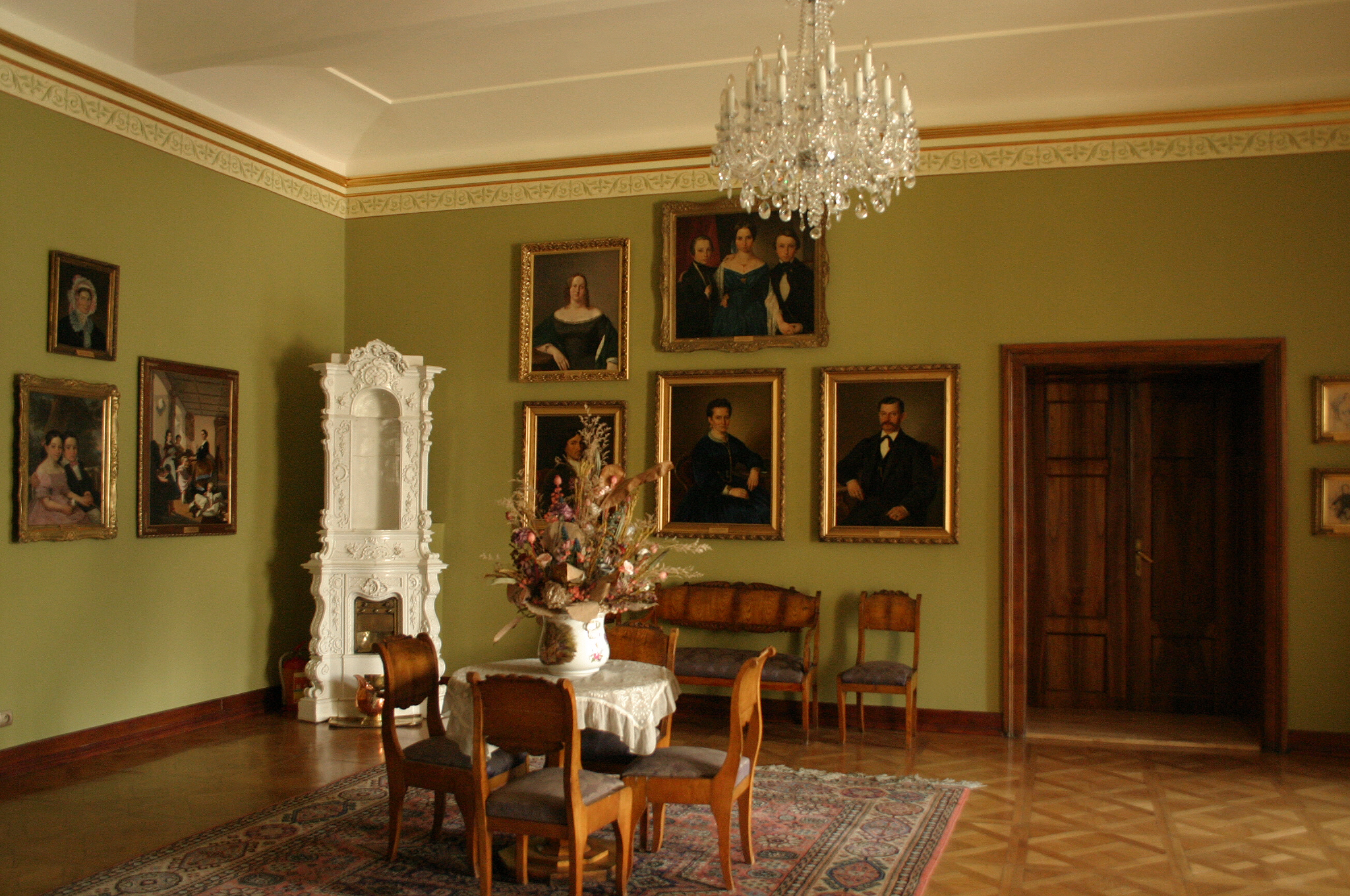
Salon Biedermeierowski

W galerii malarstwa i grafiki znajdującej się we wschodnim skrzydle I piętra Zamku książąt Sułkowskich prezentowane są przykłady malarstwa polskiego i obcego od XIX wieku po współczesność. Szczególny nacisk położono na artystów, którzy na przestrzeni ostatnich stuleci związani byli z Bielskiem, Białą i okolicą. Znaczące miejsce ma tutaj narodowy artysta słowacki – Peter Michal Bohúň, który w 1865 osiedlił się w Lipniku koło Białej. Prezentowane są m.in. jego portrety lokalnych elit finansowych i politycznych. Znajdują się tutaj także portrety autorstwa Mikołaja Strzegockiego i Edwarda Świerkiewicza. Uzupełnieniem malarstwa są biedermeierowskie meble, tkaniny i wyroby ze szkła.
W Sali Niebieskiej wyeksponowano przykłady polskiego i europejskiego malarstwa realistycznego XIX wieku ze zbiorów Muzeum. Znajdują się tu prace m.in.: Jana Matejki, Piotra Michałowskiego, Józefa Brandta, Henryka Rodakowskiego, Juliusza Kossaka i innych. W przeszklonej witrynie ściennej zaprezentowano wyroby z fajansu, biskwitu, porcelany, srebra i cyny oraz malowane na kości XVIII- i XIX-wieczne miniatury.
Kolejne pomieszczenie, Sala Oliwkowa, daje możliwość zapoznania się z malarstwem młodopolskim, czyli powstałym na przełomie XIX i XX wieku, jakie udało się zgromadzić w Muzeum. Do najciekawszych obrazów należą prace: Jacka Malczewskiego, Wlastimila Hofmana, Jana Stanisławskiego, Leona Wyczółkowskiego, Teodora Axentowicza, Wojciecha Weissa. Uzupełnieniem malarstwa są secesyjne wyroby ze szkła, porcelany i cyny.
W następnej sali im. A. Bunscha prezentowane są prace artystów, którzy w latach 1918–1939 związani byli z Bielskiem, Białą i okolicą. Reprezentują oni różne orientacje artystyczne, narodowości i wyznania. Do czołowych twórców należeli: Julian Fałat, Adam Bunsch, Jakub Glasner, Bertold Oczko, Franciszek Zitzman, Victor Strauss oraz Stanisław Ignacy Witkiewicz.

### Sztuka Współczesna Podbeskidzia
Przygotowana przez Muzeum galeria sztuki współczesnej bielsko-bialskiego regionu umożliwia bliższe poznanie lokalnego środowiska plastycznego, począwszy od zakończenia II wojny światowej po XXI wiek. Żyjący i tworzący tu artyści to przedstawiciele różnych kierunków i prądów artystycznych, od abstrakcji organicznej i geometrycznej poprzez realizm, koloryzm, malarstwo metafizyczne i symboliczne po hiperrealizm historyczny i nowy ekspresjonizm. Eksponowane są prace wszystkich członków Grupy Beskid (Jan Zipper, Jan Grabowski, Ignacy Bieniek, Kazimierz Kopczyński, Michał Kwaśny i Zenobiusz Zwolski), laureatów Bielskiej Jesieni (Janina Wiciejewska-Pochopień, Józef Hołard, Teresa Sztwiertnia, Kazimierz Wilczyński, Andrzej Gilman) i innych działających w tym mieście artystów: Michał Kliś, Bronisław Krzysztof, Ewa Bergel, Janusz Dadak, Marek Marczak.

### Grafika Przełomu XIX i XX Wieku
Ekspozycja ta znajduje się w korytarzu biegnącym wzdłuż wewnętrznego dziedzińca. Pierwszy odcinek skrzydła wschodniego zamku przeznaczony został na prezentację grafiki artystycznej, czyli takiej, w której cały proces twórczy od projektu, poprzez dobór odpowiedniej techniki i opracowania formy druku, do wykonania odbitek zwanych rycinami, skupiony jest w ręku artysty. Eksponowane prace pochodzą z przełomu XIX i XX wieku. Stanowią przegląd wszystkich rodzajów technik graficznych: płaskich, wklęsłych i wypukłych, jedno- i wielobarwnych; od miedziorytów, akwafort, akwatint, poprzez linoryty, litografie, drzeworyty, po mezzotinty. Są one częścią liczącego blisko 100 sztuk zbioru publikowanego w rocznikowych tekach Jahressmappe der Gesellschaft für vervielfältigende Kunst w latach 1898–1922. Z tym wiedeńskim wydawnictwem współpracowali najlepsi europejscy graficy przełomu XIX i XX wieku z Austrii, Belgii, Czech, Francji, Holandii, Niemiec, Polski, Szwajcarii i Włoch. Podejmowana przez nich tematyka to przede wszystkim różnego typu pejzaże, choć nie brak i prac o charakterze symbolicznym, metafizycznym czy alegorycznym.
Wśród prezentowanych prac znajduje się litografie Polaka Józefa Rapackiego, polskiego Żyda Armina Horowitza, Austriaków Franza Wacika i Maxa Suppantschnitscha. Techniką drzeworytu barwnego, w którym dla każdego zastosowanego koloru artysta przygotował odrębny klocek drukarski, posługiwali się m.in.: Niemiec Carl Theodor Thiemann, Austriacy Carl Moll i Josef Stoitzner, Czech Adolf Zdrazila, Francuz Paul Emil Colin oraz Maximilian Kurzweil – operujący płaszczyznowymi plamami czystego koloru i Wilhelm Lange, którego Ciemny dzban jest przykładem rzadko podejmowanego wówczas w grafice tematu, jakim jest martwa natura. Większość z prezentowanych odbitek to miedzioryty i pokrewne im akwaforty takich twórców jak: Francuz Eugéne Béjot, Niemcy Otto Richard Bossert, Otto Ubbelohde i Walter Ernest Zeising, pochodzący ze Styrii Luigi Kasimir, Czesi Josef Vaic i František Šimon, szwajcarski grafik Max Pollak oraz Martena van der Loo, twórca nastrojowych miejskich i nadmorskich pejzaży holenderskich.

### Salon Muzyczny

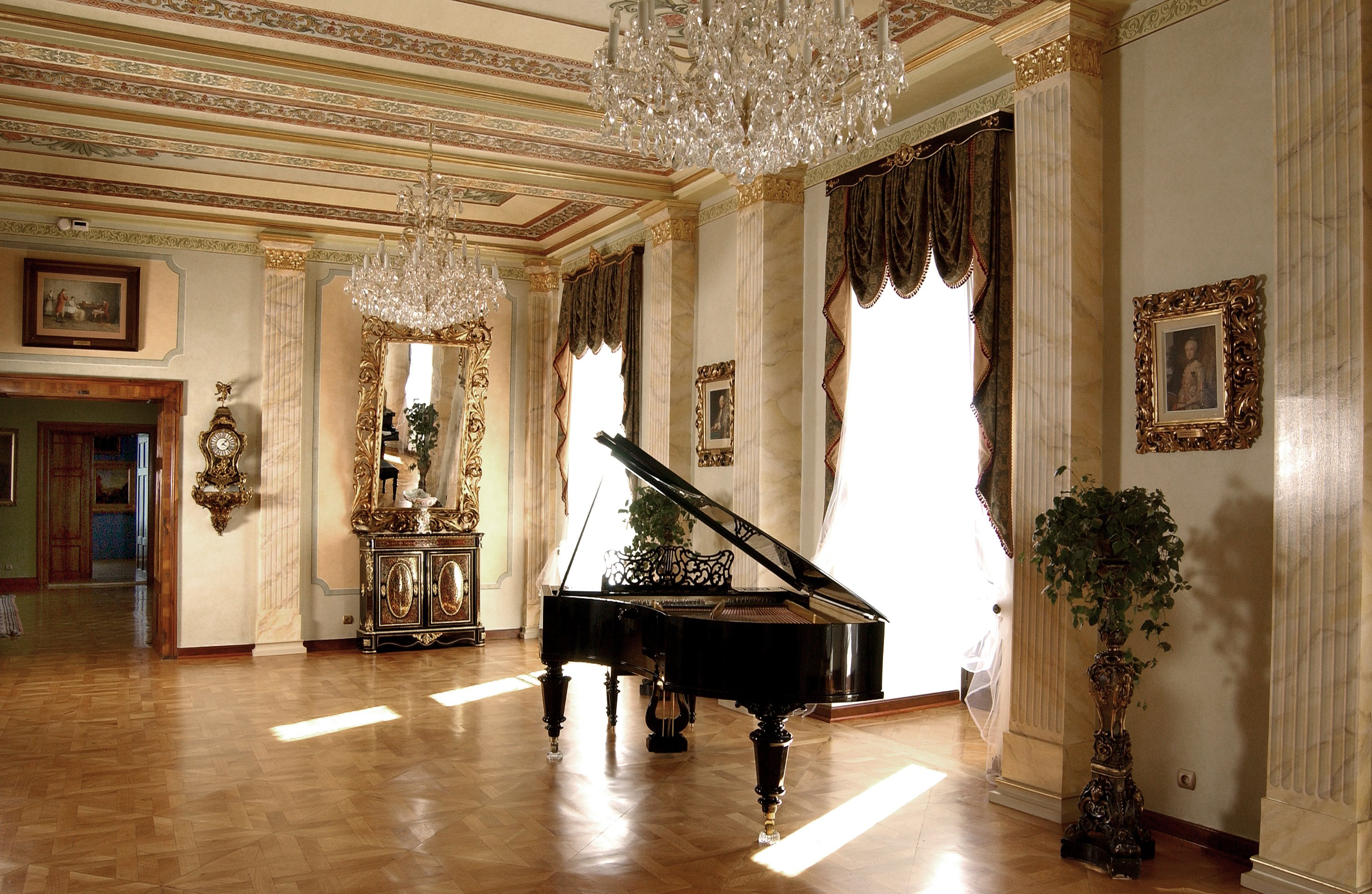
Salon Muzyczny

Centralną część skrzydła południowego na zamkowym piętrze zajmuje Salon Muzyczny. Jest to najbardziej okazałe i reprezentacyjne wnętrze zamku. Obecny wygląd sali udało się uzyskać po renowacji wnętrza w 2002. XIX-wieczna architektura salonu utrzymana w duchu klasycyzmu wzbogacona jest wielobarwną, zabytkową polichromią plafonu oraz XVIII-wiecznym w większości wyposażeniem w postaci mebli i obrazów. Artykulacja ścian ogranicza się do jej podziału za pomocą pilastrów z korynckimi kapitelami, które bezpośrednio podtrzymują strop. Przestrzeń pomiędzy pilastrami ściany północnej wypełnia galeria portretów XVIII-wiecznych, wśród których znajduje się portret Augusta III Sasa (1746) autorstwa Dominikusa von der Smissena. W ścianie południowej znajdują się okna, stanowiące podstawowe oświetlenie salonu. Przestrzeń ściany między oknami wypełniają obrazy z połowy XVIII wieku autorstwa Josepha Siffreda Duplessisa.
Na ścianach zachodniej i wschodniej widnieją kryształowe lustra oprawione w złocone, neobarokowe ramy skomponowane z bujnych liści akantu. Ustawione naprzeciw siebie, po dwa na każdej z wymienionych ścian, optycznie powiększają przestrzeń sali i jednocześnie nawiązują do XVII-wiecznych tradycji galerii lustrzanych.
Między lustrami na osi podłużnej wnętrza znajdują się zgodnie z układem amfiladowym przejścia komunikacyjne do innych pomieszczeń: od strony zachodniej widnieje przejście do części historycznej ekspozycji zamkowej, natomiast od strony wschodniej do Salonu Bidermeierowskiego.
Ściana wschodnia salonu muzycznego wyposażona jest w zabytkowe komody i zegar typu cartel w stylu André Charlesa Boulle’a – nadwornego ebenisty króla Ludwika XIV. W północno-zachodnim narożniku salonu znajduje się rokokowy piec. Muzyczny charakter sali podkreśla fortepian stołowy z 1856 oraz obrazy, takie jak Podwieczorek przy klawikordzie (II poł. XVIII wieku) autorstwa Duncana Mackellara czy portret kompozytora Christopha Willibalda Glucka (1776) pędzla Josepha Siffreda Duplessisa. Salon jest oświetlony czterema kryształowymi żyrandolami. Salon Muzyczny, prócz funkcji muzealnej, spełnia także rolę pomieszczenia, gdzie każdego miesiąca odbywają się odczyty literackie i koncerty muzyczne.

### Etnografia Bielska-Białej i Okolic
Od 7 kwietnia 2006 jedna z sal ekspozycji stałej poświęcona jest zagadnieniom etnograficznym pokazującym wielokulturowość ludności zamieszkującej niegdyś wsie znajdujące się obecnie w granicach administracyjnych Bielska-Białej. Teren ten pod żadnym względem nie był jednolity – po lewej stronie rzeki Białej wyraźne były wpływy kultury ludowej Śląska Cieszyńskiego, po prawej – wpływy małopolskie. Do tego po obu stronach rzeki mieszkała ludność polska i niemiecka z tzw. „niemieckiej wyspy językowej” (niem. Bielitzer Insel), społeczność katolicka i ewangelicka.
Jednym z ważniejszych, a przy tym łatwych do uchwycenia wyznaczników odrębności był strój. Na wystawie obejrzeć można przykład stroju cieszyńskiego, w okolicy Bielska nazywanego śląskim, w najbogatszej jego odmianie: ze srebrnym, pozłacanym pasem wykonanym techniką filigranu, takim samym orpantem, zawieszanym na piersiach, pomiędzy ramiączkami zszytego ze spódnicą gorsetu – żywotka i srebrną filigranową broszką, spinającą bluzkę – kabotek pod szyją. Prezentowane stroje zwane niemieckimi lub starobielskimi (kobiecy z niektórymi elementami oryginalnymi, a męski w całości zrekonstruowany) to depozyt wieczysty Trachten – und Volkstanzgruppe Bielitz-Biala e.V. – Braunschweig (Zespół Strojów i Tańca Ludowego Bielsko-Biała zarejestrowany w Brunszwiku) w Niemczech. Inny przykład stroju noszonego w okresie międzywojennym w Starym Bielsku, ma już wyraźne wpływy ówczesnej mody miejskiej (spódnica zakończona falbanką).
Strój kobiet z okolic Białej zaliczyć można do grupy strojów laskich, noszonych na terenach podgórskich. Jeden z przykładów prezentowanych w tej części ekspozycji pochodzi ze Straconki, drugi to strój ślubny Katarzyny Światłoch z Mikuszowic Krakowskich z 1919, ofiarowany muzeum przez córkę Zofię Śliwę. Obok kompletów strojów i fotografii archiwalnych, pokazujących, w jaki sposób te stroje były noszone, na wystawie zobaczyć można także malowane skrzynie, służące do przechowywania ubiorów odświętnych, bieliznę kobiecą i przedmioty związane z jej praniem i prasowaniem, a także kącik przeznaczony do higieny osobistej.
Na ekspozycji są także przedmioty z zakresu sztuki – przede wszystkim obrazy olejne na płótnie z przedstawieniami Matki Boskiej i Chrystusa, ale także jedyny w muzealnych zbiorach XIX-wieczny obrazek olejny na szkle i przykłady grafiki: XVIII-wieczny drzeworyt na papierze z przedstawieniem Świętej Rodziny i pochodzący z Rzymu z 1899 staloryt na płótnie Chusta Świętej Weroniki. Nie zabrakło XX-wiecznych oleodruków, które jeszcze dzisiaj spotkać można w wielu wiejskich i podmiejskich starych domach. Portret pp. Procnerów ze Straconki i laurki z okazji 25- i 50-lecia ich ślubu to pamiątki rodzinne, przekazane do zbiorów Muzeum przez ich syna z żoną.

### Damski Salonik i Gabinet Pana

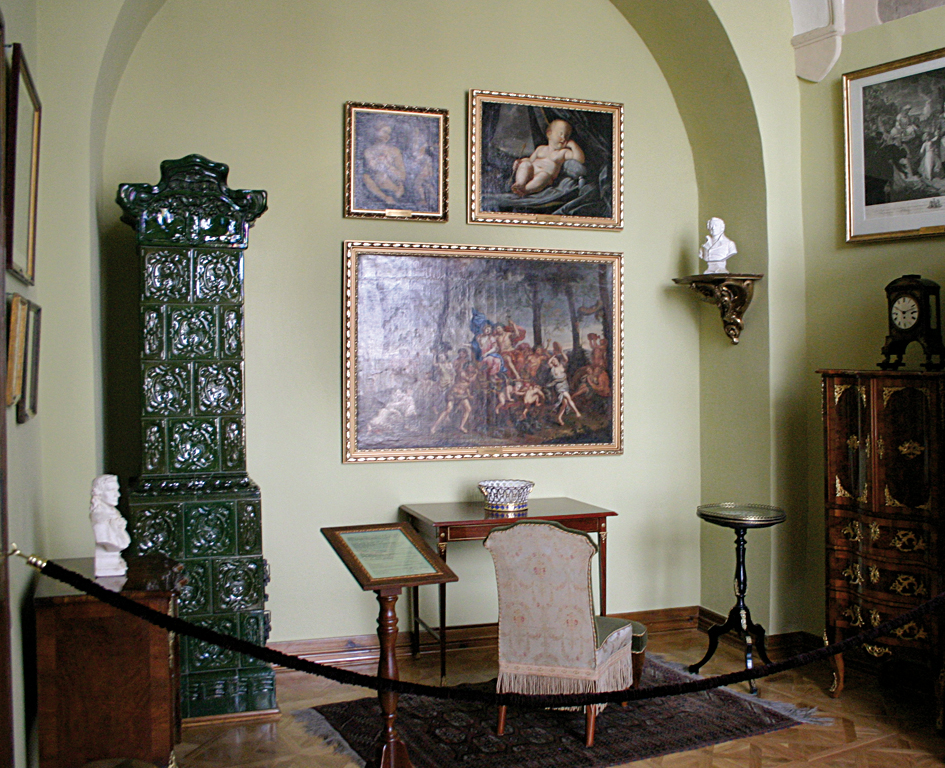
Gabinet Pana

Dwie sale pierwszego piętra skrzydła północnego zamku zostały poddane gruntownym pracom konserwatorskim, w ramach których odsłonięto fragmenty architektoniczno-iluzjonistycznych polichromii podstropowych z czwartej ćwierci XVI lub początku XVII wieku, przedstawiających wolutowe wsporniki podtrzymujące gzyms i belkowanie dekorowane roślinno-geometrycznym fryzem, umieszczonym na cynobrowym tle. Zabiegom konserwatorskim poddano także sklepienia krzyżowo-żebrowe, z wielopłatkowymi rozetami w zwornikach, powstałe po pożarze zamku splądrowanego przez Szwedów podczas wojny trzydziestoletniej w 1646.
W salach tych wyeksponowano pamiątki po rodzinie Sułkowskich przekazane do zbiorów Muzeum przez Hubertusa Sułkowskiego, m.in. srebrny komplet do kawy, zdobiony grawerowanym monogramem Sułkowskich, porcelanowy komplet toaletowy z monogramem Taidy Sułkowskiej, akwarele przedstawiające Ludwika Jana Nepomucena Sułkowskiego i jego brata Maksymiliana, grafikę z wizerunkiem nestora rodu, pierwszego właściciela księstwa bielskiego Aleksandra Józefa Sułkowskiego.
Ekspozycję uzupełniono poddanymi konserwacji meblami, grafikami, obrazami, mapami, rzeźbami, tkaninami i różnego rodzaju bibelotami pochodzącymi ze zbiorów własnych Muzeum. W jednej z sal zaaranżowano rodzaj męskiego gabinetu z empirowymi meblami zdobionymi okuciami z brązu złoconego oraz ozdobiony trzyramiennym, dziewięcioświecowym, dziewiętnastowiecznym żyrandolem wykonanym także z brązu złoconego. Druga sala została zaaranżowana jako Damski Salonik z białymi neorokokowymi meblami, którego ozdobą, obok rokokowych grafik, jest znaleziony na terenie zamku biały, cylindryczny piec o kaflach dekorowanych elementami zaczerpniętymi z mitologii greckiej.

### Salon Biedermeierowski
XIX-wieczny Salon Biedermeierowski to przykład pomieszczenia klasycznego dla mieszczańsko-przemysłowej społeczności Bielska i Białej tego okresu. W sposób szczególny w tej sali została wyeksponowana twórczość malarska Petera Michala Bohúňa. Był przede wszystkim portrecistą, ale także autorem scen rodzajowych, historycznych i religijnych. Jego malarstwo – poprzez drobiazgowe oddanie wszystkich elementów i szczegółów stroju, materii tkanin, biżuterii, szlachetnych kamieni, misternie upiętych fryzur – dostarcza wielu informacji o ówczesnym ubiorze, uczesaniu, wystroju wnętrz, codziennych zajęciach i obyczajowości. Od strony ikonograficznej i historycznej płótna tego artysty są zbiorowym dokumentem epoki. Na uwagę zasługują portrety: Franza Geyera – właściciela fabryki sukna – i jego żony Amalii; Karola Ferdynanda Sennewaldta – kupca i burmistrza Bielska w latach 1860–1867 – oraz jego żony Eleonory Amalii. Inne wizerunki bielszczan i bialan prezentowane na wystawie są autorstwa m.in.: galicyjskiego malarza Mikołaja Strzegockiego i wiedeńskiego portrecisty Karola Arenda. Cieszyński mistrz pędzla Edward Świerkiewicz w 1844 uwiecznił w akwareli Karola Schreinzera – pierwszego właściciela Hotelu Pod Czarnym Orłem – i jego żonę Aloizę.
Uzupełnieniem malarstwa są biedermeierowskie meble charakteryzujące się prostotą i funkcjonalnością konstrukcji oraz solidnością rzemieślniczego wykonania. Możemy tu zobaczyć tak popularne w owym czasie jednorodne garnitury do salonów, składające się ze stołu na jednej nodze, tzw. gerydonu, kanapy, dwóch foteli i czterech krzeseł o charakterystycznej linii oparcia przypominającej wachlarz, serce lub formę nerkową. Są tu również popularne stoliki do robót ręcznych, zwane niciakami, i wzorniki haftów biedermeierowskich. Nieodzownym wyposażeniem biedermeierowskiego wnętrza były komody, sekretery i serwantki wypełnione porcelaną, szkłem i różnego rodzaju bibelotami. Prezentowane wyroby ze szkła pochodzą głównie z czeskich i śląskich hut.

### Sala z Rycerzem – Lapidarium

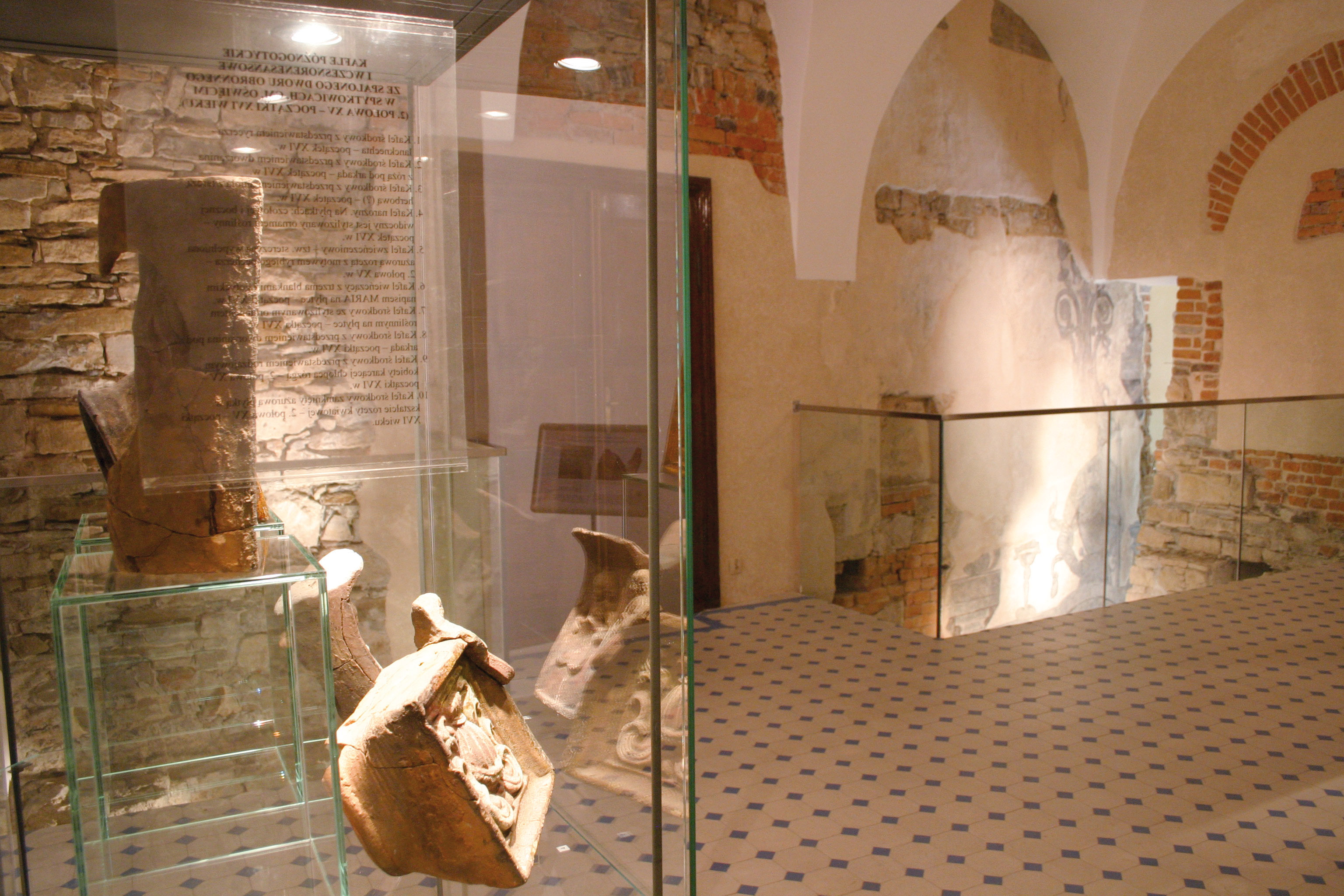
Sala z Rycerzem – Lapidarium

Ekspozycja w tej sali jest próbą ukazania za pomocą odsłoniętych in situ'' reliktów architektonicznych dziejów bielskiego zamku, a także przedstawienia metod pracy historyka architektury i archeologa. Celom tym służą zarówno prezentowane odkrywki architektoniczno-archeologiczne, jak i odsłonięcia wątków murów, tynków i polichromii obrazujących rozwój architektoniczny zamku w Bielsku od XIV do XIX wieku. Najistotniejszym elementem prezentowanej ekspozycji jest zachowany fragment renesansowej kompozycji malarskiej, znajdujący się niegdyś nad wejściem do głównego budynku zamkowego. Przedstawia on rycerza w zbroi i hełmie z pióropuszem z głową zwróconą w stronę wejścia, z prawą ręką opartą na biodrze, lewą trzymającą kopię. Zastosowanie monumentalnej polichromii iluzjonistycznej przyniosło efekt zbliżony do tego, jaki można było uzyskać kosztownymi zabiegami budowlanymi. Niejako dopełnieniem prezentowanej ekspozycji jest wystawa kafli późnogotyckich i renesansowych ze spalonego dworu obronnego w Spytkowicach koło Oświęcimia oraz z zamku w Bielsku.

### Galeria Zamkowa
Galeria Zamkowa mieści się na parterze w południowo-zachodnim narożniku historycznego zamku. Jej zabytkowe wnętrze spełnia jednocześnie funkcję galerii komercyjnej, dodatkowej przestrzeni wystawienniczej Muzeum oraz kawiarni muzealnej. Galeria proponuje sztukę współczesną z dziedziny malarstwa, grafiki, rysunku, fotografii, rzeźby, tkactwa, ceramiki artystycznej i biżuterii. W swej ofercie posiada zarówno prace znanych polskich artystów, jak i prace twórców młodych.